# 北大阪急行電鉄8000形電車
北大阪急行電鉄8000形電車（きたおおさかきゅうこうでんてつ8000けいでんしゃ）は、北大阪急行電鉄の通勤形電車である。北極星を意味するポールスター(POLESTAR)の愛称がある。1986年（昭和61年）に登場した。

## 概要
車両冷房化および老朽化した2000形置き換えのために製造された。当初は8両編成だったが、1987年（昭和62年）に8100形を新造・組み込みし9両編成化され、同年以降製造の編成も最初から9両編成で落成した。1993年（平成5年）4月までに9両編成7本が出そろい、2000形の置き換えを完了した。
車両は親会社である阪急電鉄の車両に準じた仕様で、同じく阪急電鉄の子会社であったアルナ工機で設計・製造された。
1995年（平成7年）から1996年（平成8年）にかけて、自社線および相互乗り入れ先である御堂筋線の10両化に伴い、8600形7両が新規製造され、従来の8600形は8500形に改番された。
1987年（昭和62年）に鉄道友の会ローレル賞を受賞した。

## 車両概説

### 車体
同社では初のアルミ合金製で、車体塗装は、阪急6000系等の上部に塗装されているアイボリーをベースに、乗り入れ先の御堂筋線に準じたカラーの赤と、親会社の阪急電鉄の系列カラーであるマルーンの2色の帯を上下に巻いている。
車両前面、運転台の上に設置されていた列車無線アンテナが先頭車の後部妻面（連結面）に移されており、すっきりとした前面デザインとなっている。また、第三軌条方式の車両としては珍しく前面連結器周囲には排障器が装備されている。

### 内装
内装は、木目印刷を施した化粧板、ゴールデンオリーブ色の座席となっており、こちらも阪急電鉄の車両と同仕様である。そして、車両間の貫通扉は当時の通勤形車両としては珍しく自動ドア（押ボタン式）を採用したことが特徴となっている。また、車体両端の冷房装置搭載部を除くと屋根が車両限界いっぱいまで高められており、地下鉄用車両としては高い天井と開放感のある広い室内を実現している。
ドアチャイムは手動で、客用ドアの開閉前に車掌がボタンを押すことにより鳴動する仕組みとなっている。基本的に自社線内のみの使用であるが、御堂筋線内でも使用される場合がある。

### 機器類
主回路制御装置には東芝製のGTOサイリスタ素子使用のVVVFインバータ制御を採用した。回生ブレーキを装備するが、回生失効速度が高いのが特徴である。主電動機は三相誘導電動機のSEA-312（定格出力140kW）を搭載し、1台の主制御器でこの電動機を4基制御する、1C4M(1 Controller 4 Motors)方式となっている。
当時の車両としては珍しく運転台の速度計や電圧計、電流計などがデジタル表示とされた。台車は住友金属工業製のSUミンデン式ボルスタレス台車を装着する。

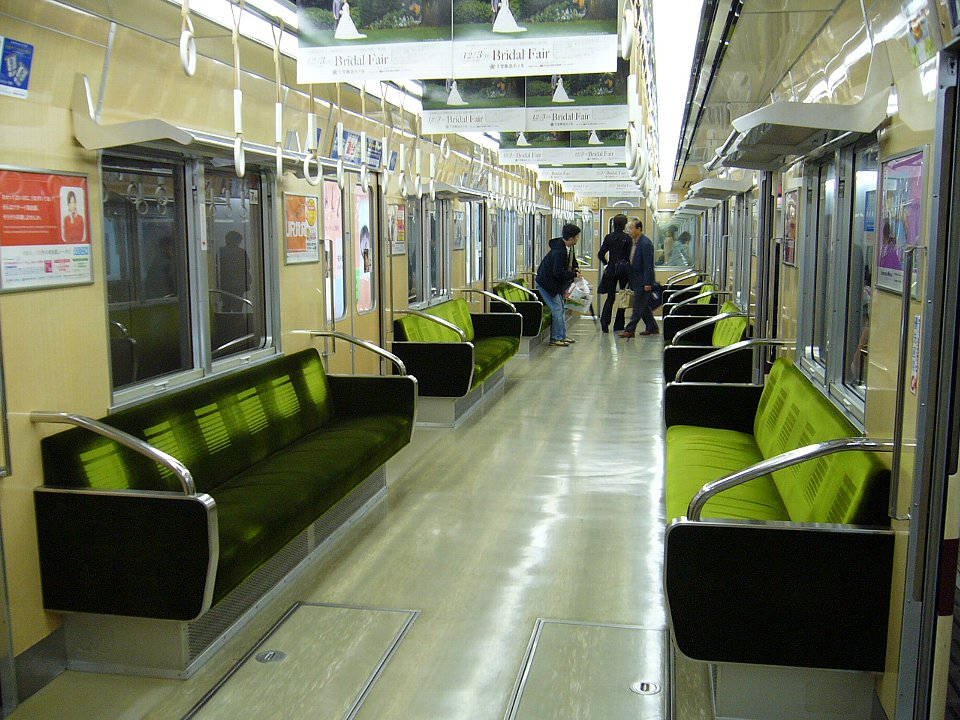
阪急電車に準じた未更新車の車内
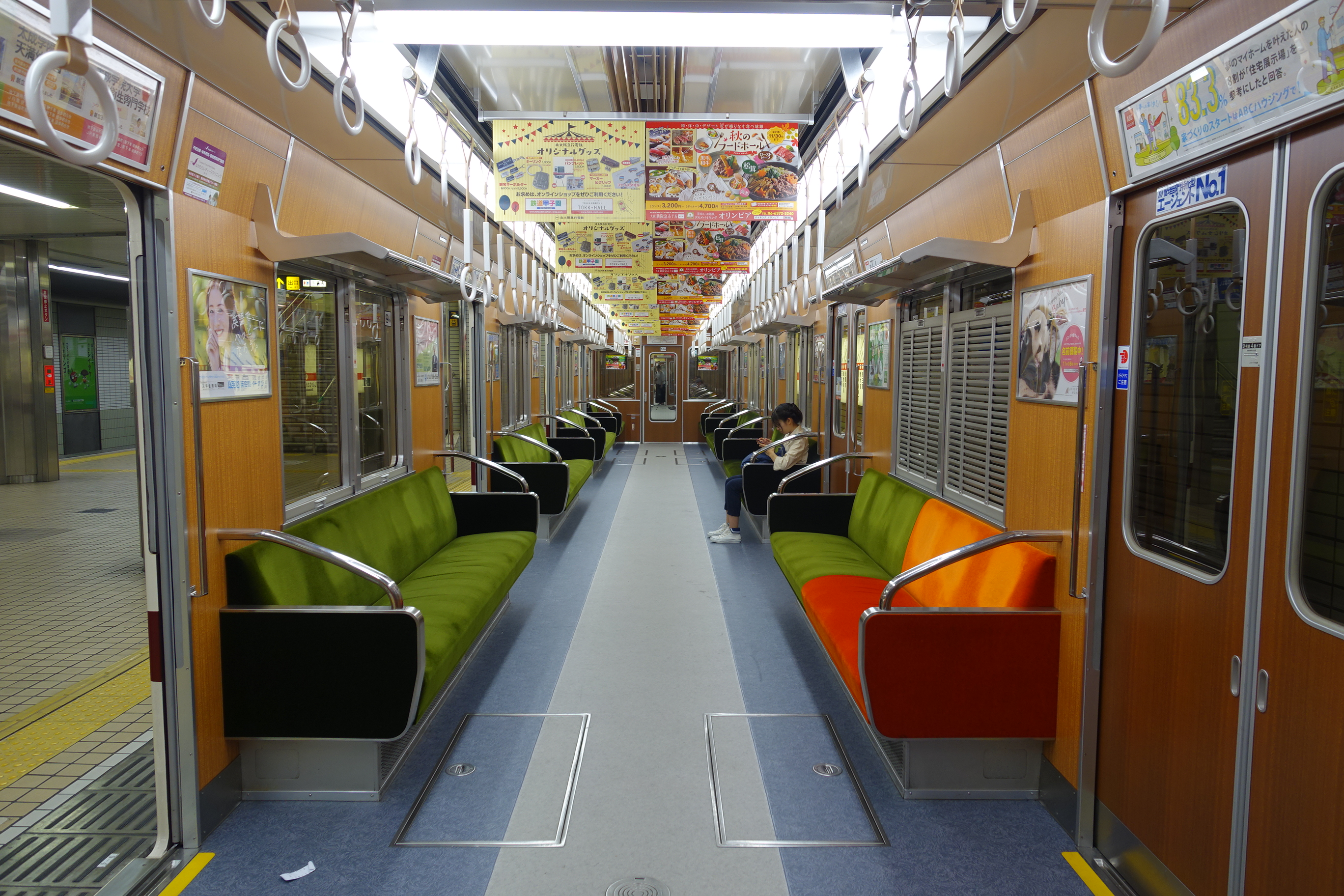
9000形に準じた更新車の車内（8003F,8007F）
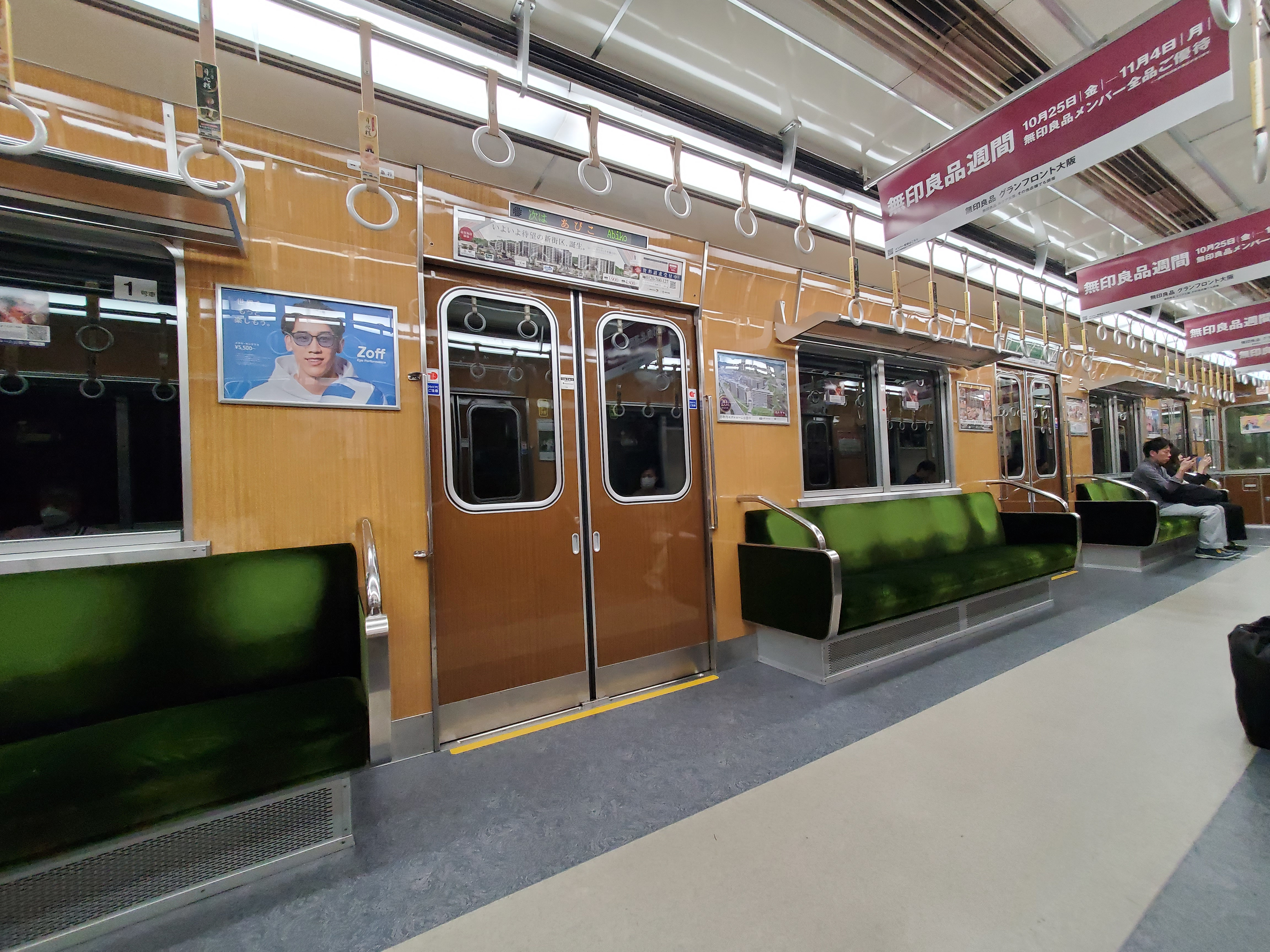
8006Fの車内　他の編成とは内装が異なる

## 登場後の変化
1989年（平成元年）に製造された8005Fから方向幕に英文が入り、後に8004F以前の編成についても交換された。
1993年（平成5年）10月より自社線内で8トラックテープによる車内自動放送（その後ICレコーダーに交換）が実施されることになり、再生装置が設置された（事前に準備工事は行っていた）。車内自動放送の日本語音声は秀平真由美（1999年3月31日までは津田英治）が担当している。

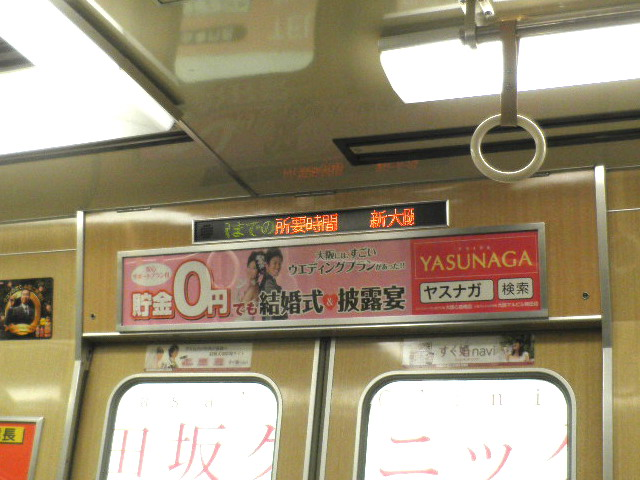
8006Fに取り付けられているLED案内表示器（現在はリニューアルに伴い内装は変化している）

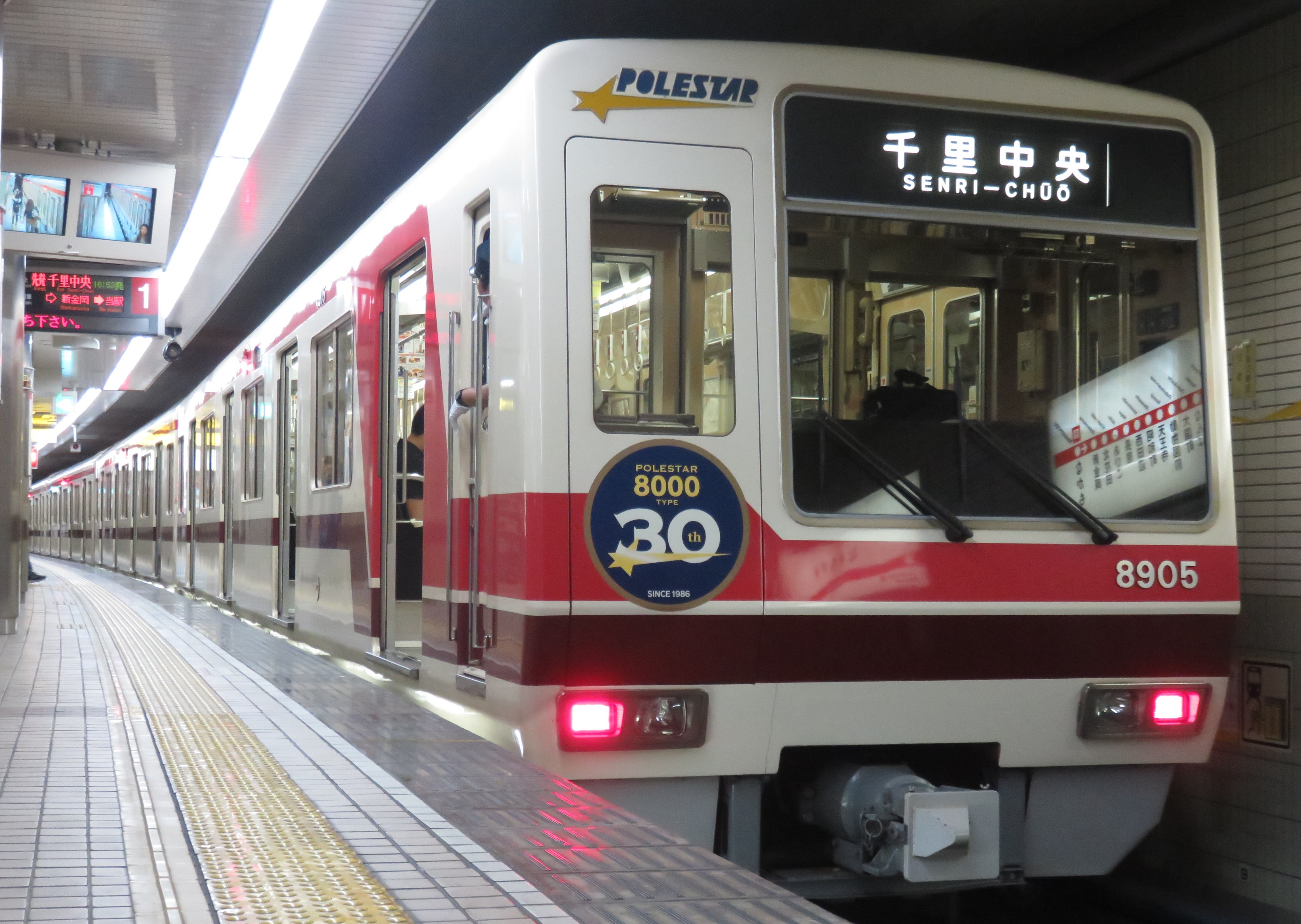
30周年ヘッドマーク貼り付け車
（2016年10月 なかもず駅）

2002年（平成14年）11月には8006FにLED式車内案内表示装置の設置とドアチャイムの自動化改造が行われた。
2006年（平成18年）3月には8006Fの全車両の2番ドアと3番ドアの間の座席にNTTドコモのキャラクター「ドコモダケ」が描かれた座席広告が登場し、同年3月31日までこの仕様で運行された。同年7月1日には営業運転開始から20周年を迎え、同年6月中旬から7月下旬まで非常貫通扉上に記念ステッカーが掲出された。
2010年（平成22年）2月には、2月24日で開業40周年を迎えることを記念し、沿線にある新田、東泉丘、桃山台、寺内の各小学校の児童絵画展および北大阪急行沿線の40年前と現在の様子を比較できる写真展が開催されていた。
2013年（平成25年）3月27日から、一部編成の車内照明がLEDに変更されている。
2016年（平成28年）7月1日には、8000形がデビュー30周年を迎えた記念に「POLESTAR 30th Anniversary」デザインのヘッドマークと車内つり革シールが、同月時点で残っている4編成のうち掲出当時定期検査中の8003Fを除く3編成に掲出された。
そのほか、落成時点からの変化には、前述したドアチャイムの変更、1993年から1995年にかけての車椅子スペースの設置、座席モケットのオレンジ色からゴールデンオリーブ色への変更、起動加速度の大阪市車両と同等への向上がある。

### 更新工事・廃車
8003Fが前照灯の白色LEDへの交換、一部の床下機器（VVVFインバーター制御のIGBT化など）や各種運転台機器の更新を受け、2012年9月14日に日中試運転を行い、同年11月に営業運転に復帰した。この更新工事では車内の更新はほとんど行われていないが、同編成は西日本の車両で初めて車両に搭載される照明が100%LED化された。
2014年8月には、8007Fが8003Fとほぼ同様の内容の更新工事を施工された。この編成では運転台のメーターがアナログ式に変更されているほか、車外スピーカーが設置されている。
一方で9000形運用の本格化に伴い、同月には8002Fが、2015年2月には8004Fが廃車となった。
2015年6月には、8006Fが8007Fと同様の更新工事を施工された。ただし、8006Fは改造前から前照灯がLEDに更新されていた。また、8006Fの車内案内表示装置は更新工事後も変化はない。
2016年3月には8001Fが廃車となり、続いて2018年1月に8005Fが廃車となったことで、GTO-VVVFのままの未更新車は全車廃車となった。
2018年（平成30年）には8007Fの内装をリニューアルする改造が行われ、すべての座席・化粧板を交換し9000形に準じた内装へと変更された。
2018年4月現在、10両編成3本（8003F・8006F・8007F）が在籍しており、これらの編成はIGBT-VVVFに更新されている。

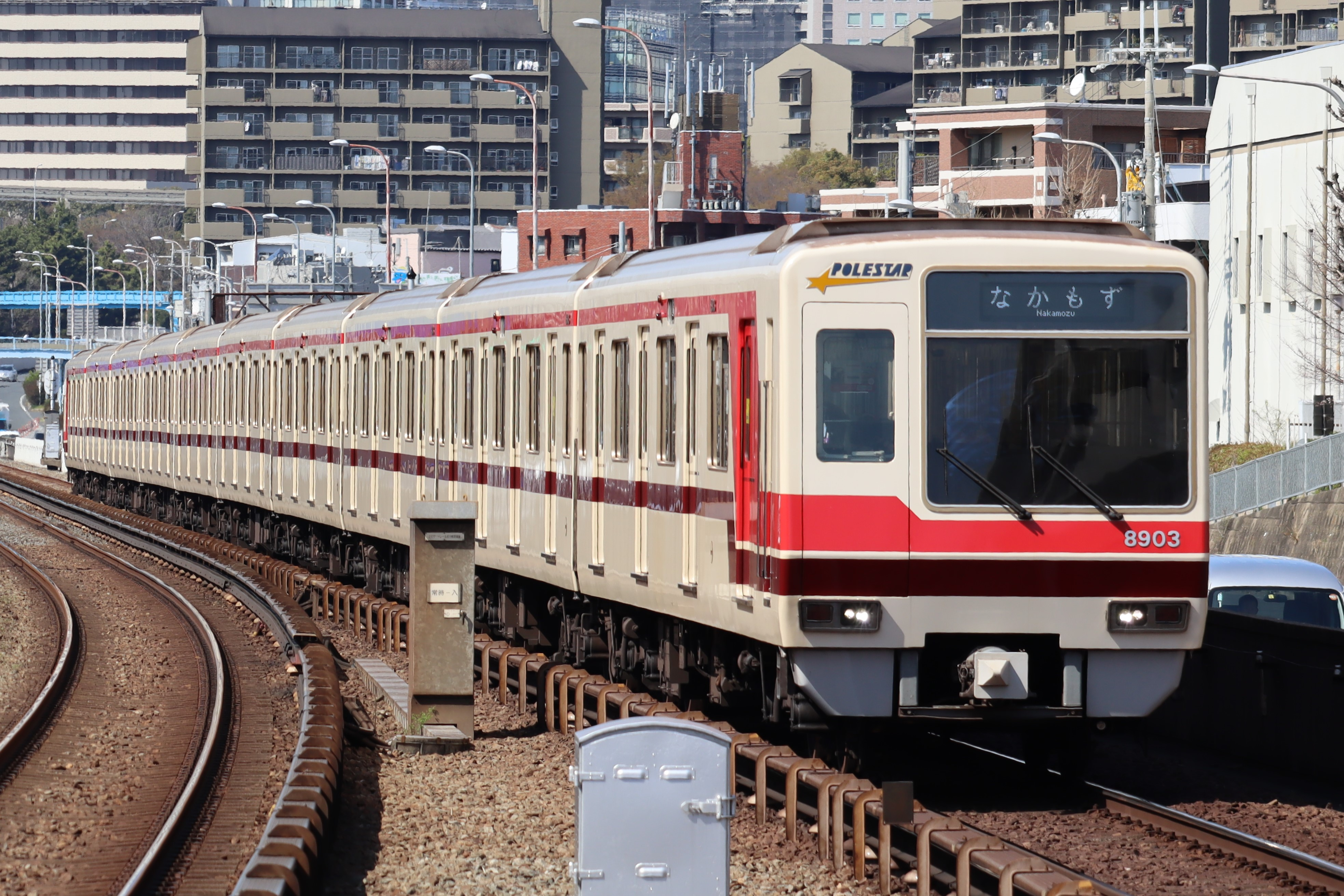
行先表示器がフルカラーLEDへと換装された8000形

2019年12月3日、8006Fが内装更新と前面・側面の行先表示器の方向幕からフルカラーLEDへの更新を施工された。
2020年3月27日、8007Fが前面・側面の行先表示器の方向幕からフルカラーLEDへの更新、ドアチャイムの自動化改造を施工された。
| 編成番号 | 竣工           | 9両化         | 10両化         | 更新等の状況                                                       | 廃車日        | 代替投入の9000形 | 廃車後の動向                                                                                  |
| -------- | -------------- | ------------- | -------------- | ------------------------------------------------------------------ | ------------- | ---------------- | --------------------------------------------------------------------------------------------- |
| 8001     | 1986年2月28日  | 1987年2月2日  | 1996年1月22日  |                                                                    | 2016年3月31日 | 9003F            | 8001は桃山台にて保存されていたが搬出・解体済み 8901は桃山台にて先頭部カットモデルとなって保存 |
| 8002     | 1986年12月12日 | 1987年2月2日  | 1995年12月8日  |                                                                    | 2014年8月11日 | 9001F            | 全車解体                                                                                      |
| 8003     | 1987年8月10日  | 1987年8月10日 | 1996年5月20日  | 内装リニューアル・機器更新・前照灯LED化・行先表示器フルカラーLED化 |               |                  |                                                                                               |
| 8004     | 1987年9月7日   | 1987年9月7日  | 1996年3月1日   | 前照灯LED化                                                        | 2015年2月18日 | 9002F            | 全車解体                                                                                      |
| 8005     | 1989年7月7日   | 1989年7月7日  | 1995年12月26日 |                                                                    | 2018年1月23日 | 9004F            | 8005は兵庫県丹波篠山市にて保存                                                                |
| 8006     | 1992年2月20日  | 1992年2月20日 | 1996年2月7日   | 内装リニューアル・機器更新・前照灯LED化・行先表示器フルカラーLED化 |               |                  |                                                                                               |
| 8007     | 1993年4月30日  | 1993年4月30日 | 1996年2月16日  | 内装リニューアル・機器更新・前照灯LED化・行先表示器フルカラーLED化 |               |                  |                                                                                               |

## 保存車
8001
運行終了後、桃山台車庫にて静態保存され、毎年10月に開催される鉄道の日のイベント「北急ふれあいフェスティバル」で一般公開されていた。2021年に2000形2002号車とともに桃山台車庫から搬出され、奈良県の解体業者にて解体された。
8901
廃車後、先頭部分のみのカットモデルとして桃山台車庫で保存。
8005
廃車後、小倉商事株式会社が購入し兵庫県丹波篠山市にある同社篠山保養所にて静態保存。譲渡の際に帯色が変更されていたが、2022年に元の帯色に復元された。

このほか、車番は不明ながら8100形の一部分が大阪府内の解体業者の事務所としても使われている。